# Dying for Sex
Dying for Sex est une mini-série télévisée américaine en 8 épisodes développée par Kim Rosenstock et Elizabeth Meriwether, diffusée le 4 avril 2025 sur Hulu aux États-Unis, et sur Disney+ à l'international.
La série est une adaptation du podcast du même nom de Wondery et Nikki Boyer, racontant l’histoire de Molly Kochan, décédée en 2019 à l’âge de 42 ans des suites d’un cancer du sein.

## Synopsis
Lorsque Molly apprend que le cancer du sein qui s'est déclaré deux ans auparavant s'est métastasé en cancer des os, au niveau de la hanche, elle décide de quitter son mari afin d'explorer par elle-même ses désirs sexuels et enfin découvrir l'orgasme qu'elle n'a jamais connu, en raison de son vécu.

## Distribution

### Acteurs principaux
- Michelle Williams (VF : Marie-Eugénie Maréchal) : Molly Kochan
- Jenny Slate (VF : Dorothée Pousséo) : Nikki Boyer

### Acteurs récurrents
- Rob Delaney (VF : Sébastien Desjours) : le voisin
- David Rasche (VF : Philippe Vincent) : Dr. Pankowitz
- Esco Jouléy (VF : Amélia Ewu) : Sonya
- Jay Duplass (VF : Fabrice Josso) : Steve
- Kelvin Yu (en) (VF : Antoine Schoumsky) : Noah
- Sissy Spacek (VF : Annie Sinigalia) : Gail

Source : selon les cartons de doublage apparaissant sur Disney+.

## Production
En novembre 2023 Michelle Williams est choisie pour jouer dans la série, dont Elizabeth Meriwether et Kim Rosenstock seraient les showrunneuses. En janvier 2024, Jenny Slate rejoint le casting. Rob Delaney, David Rasche, Esco Jouléy, Jay Duplass, Kelvin Yu et Sissy Spacek sont annoncés comme rôles récurrents en avril,,.

## Épisodes
1. Soda light bon marché (Good Value Diet Soda)
2. La masturbation est importante (Masturbation is Important)
3. Les sentiments sont exacerbés (Feelings Can Become Amplified)
4. Dominer est un savoir-faire sacré (Topping is a Sacred Skill)
5. Mon animal (My Pet)
6. Joyeuses Fêtes (Happy Holidays)
7. Tu me tues, Ernie (You're Killing Me, Ernie)
8. Ce n'est pas si grave (It's Not That Serious)

## Accueil

### Critiques
Sur l'agrégateur Rotten Tomatoes, la série recueille 97 %, avec une note moyenne de 8,3/10 basée sur 32 critiques. Le consensus critique établi : « Enjoué et doux mais jamais désinvolte, Dying for Sex s'appuie sur les merveilleuses performances de Michelle Williams et Jenny Slate pour présenter une ode douce-amère à la vie pleinement vécue. » Metacritic, qui utilise une moyenne pondérée, lui attribue une note de 81 sur 100, basée sur 22 critiques, indiquant une « reconnaissance universelle ». Sur l'Internet Movie Database, la série obtient une note de 7,1/10 pour 886 critiques.